# Lars Riddermand Vilandt
Lars Riddermand Vilandt (født 22. august 1974) er en dansk curlingspiller. Han var udtaget til Vinter-OL i 2010 og 2014.